# فرقة الجزائر
الجزائر هي فرقة روك أمريكية من أتلانتا، جورجيا تشكلت سنة 2012. تتكون من العديد من العازفين أبرزهم فرانكلين جيمس فيشر، وريان ماهان، ولي تيشي، ومات تونغ. تستمد فرقة الجزائر من عدد متباين من التأثيرات الموسيقية (وغير الموسيقية)؛ وأكثرها شهرة ما بعد البوست بانك، والإنجيل، والأدب القوطي الجنوبي وبفلسفة الآخر وأيضا ثقافة الهيب هوب. وقد وصف صوتهم على أنه روح ديستوبيان بسبب مزاجه السيئ، ونهج صوتي مستوحى من تأليف الشعوب الأصلية، والتركيز الشديد على القوام الذري. وقد استلهمت اسمها من فيلم معركة الجزائر وايضا تأثرا بفلسفة فرانز عمر فانون.

## التاريخ
التقى كل من فيشر وماهان، ولي تيشي وونشأوا هم يعزفون الموسيقى معًا في مدينة أتلانتا، جورجيا ولكن الفرقة شكلت رسميًا في لندن سنة 2012 وهذا بإصدار أول أغنية فردية لهم. وقد اختاروا اسم الجزائر في إشارة إلى موقع تاريخي رئيسي للنضال ضد الاستعمار، ويرمز أيضا إلى مساحة متنازع عليها حيث يختلط فيها العنف والعنصرية والمقاومة والدين.
أصدرت الفرقة أول أغنية منفردة لها الدم "Blood" في يناير 2012 مع شركة Double Phantom للتسجيلات والتي تتخذ من أتلانتا مقراً لها. كتب Byron Coley for The Wire «على الرغم من أن الانصهار ربما يكون تم التطرق إليه في التسجيلات المتعلقة بكل من The Birthday Party وThe Gun Club، فإن فرقة الجزائر مكرسة لتطعيم الموسيقى الإنجيلية على موسيقى الجيتار اللاحقة للشرير... هذا السجل مذهل وتمتصك حقًا بقوتها الغريبة.» 
وفي 02 يونيو سنة 2015 أصدرت الفرقة أول ألبوم لها والذي يحمل اسمها الجزائر مع شركة Matador للتسجيلات. وقبل إطلاق الفرقة ألبومها، فقد قامت بحفل إفتيتاح عرض فرقة الإنتربول، خلال جولتهم في أمريكا الشمالية. بدأ مات تونغ، الذي كان سابقًا مع Bloc Party، عازف الطبول لفرقة الجزائر في هذا الوقت.
في ربيع العام التالي، أدت الفرقة أول وجولة في شرق الولايات المتحدة الأمريكية وقد عرضت الجزء السادس من سلسلة أفلام بريندان كانتي من فوغازي وكريستوف جرين في فيلم Burn to Shine. برعاية Burn to Shine Atlanta بواسطة Lee Tesche من فرقة الجزائر وصُور في صيف عام 2007. وأعقب ذلك عملية تثبيت حية مع الفنانة اليابانية الشهيرة Makoto Azuma والتي شهدت أداء الفرقة في صحراء كاليفورنيا تحت شجرة نخيل معلقة في الهواء.
في 23 يونيو 2017، أصدرت فرقة الجزائر ثاني ألبوم ستوديو والذي أسمته The Underside of Power. وقد أُنتج الألبوم من قبل أدريان أوتلي من Portishead وعلي شانت أما الدمج الصوتي من قبل راندال دن. تزامن هذا مع جولة ملعب الأوروبي أين أوجدت الفرقة افتتاح أمام Depeche Mode  وتعيد مزج الأغنية المنفردة من ألبوم Spirit الخاص بهم. في الوقت نفسه، وكشف عن أن فرقة الجزائر كانت تعمل أيضًا في الاستوديو مع Massive Attack  وكانت تصدر شريطًا تجريبيًا مع zine series. رأت الفرقة سنة 2018 كثيرا مع Young Fathers،  بجولة DIY مع Downtown Boys، ومجموعة خاصة في حفل ذكرى Black Cat 25th.
وصفت عروضهم الحية بأنها «تذكر في العديد من التوسعات على غرار PIL التوسعات، Afrobeat، الصناعية، لا موجة، موسيقى الجاز المجانية، الانتحار، XTC من» Travels في Nihilon «، حريق Nick Cave والكبريت، وconcréte .» 

## أعضاء الفرقة
- فرانكلين جيمس فيشر - Franklin James Fisher: غناء، جيتار، بيانو، رودس بيانو، التشيلو، الإيقاع، أخذ العينات
- ريان ماهان - Ryan Mahan: باس، آلات موسيقية، بيانو، قرع، برمجة طبل، غناء دعم
- لي تشي - Lee Tesche: جيتار، حلقات، إيقاع، غناء خلفي، مسرحية
- مات تونغ - Matt Tong: الطبول، قرع، دعم غناء
- تريستان غريفين[21]

## ألبومات الفرقة
- الجزائر (2015، ماتادور)
- الجانب السفلي من السلطة (2017، ماتادور)
- لا يوجد عام (2020، ماتادور)